# Milfield
Milfield är en ort och civil parish i Storbritannien.   Den ligger i grevskapet och kommunen Northumberland i riksdelen England, i den centrala delen av landet, 500 km norr om huvudstaden London. Milfield ligger 46 meter över havet och antalet invånare är 315.
Terrängen runt Milfield är platt åt nordost, men åt sydväst är den kuperad. Runt Milfield är det ganska glesbefolkat, med 25 invånare per kvadratkilometer. Närmaste större samhälle är Wooler, 8,1 km sydost om Milfield. Trakten runt Milfield består i huvudsak av gräsmarker.